# Hollymead (Virginia)
Hollymead es un lugar designado por el censo situado en el condado de Albemarle, Virginia  (Estados Unidos). Según el censo de 2010 tenía una población de 7.690 habitantes.

## Demografía
Según el censo de 2010, Hollymead tenía una población en la que el 82,9% eran blancos; el 5,3% afroamericanos; el 0,2% eran indios americanos y nativos de Alaska; el 7,9% eran asiáticos; el 0,0% hawaianos y otros isleños del Pacífico; el 1,1% de otra raza, y el 2,5% a partir de dos o más razas. El 2,9% del total de la población eran hispanos o latinos de cualquier raza.